# Sarcophaga nubica
Sarcophaga nubica är en tvåvingeart som beskrevs av Jaennicke 1867. Sarcophaga nubica ingår i släktet Sarcophaga och familjen köttflugor.
Artens utbredningsområde är Sudan. Inga underarter finns listade i Catalogue of Life.